# 基斯良卡
48°25′53″N 35°29′34″E / 48.43139°N 35.49278°E
基斯良卡（烏克蘭語：Кислянка），是烏克蘭的村落，位於該國中部第聶伯羅彼得羅夫斯克州，由錫涅利尼科沃區負責管轄，距離納傑日季夫卡1.5公里，海拔高度125米，2001年人口544。